# Jeb Brovsky
John Eli "Jeb" Brovsky (Lakewood, 13 december 1988) is een Amerikaans voetbalspeler die onder contract staat bij New York City FC in de Major League Soccer maar wordt uitgeleend aan de Noorse eersteklasser Strømsgodset IF. Zijn positie is Middenvelder.

## Carrière

### Jeugd
Hij speelde van 2007 tot 2010 in de jeugdopleiding van Notre Dame Fighting Irish. In deze periode speelde hij in het seizoen 2007-2008 vier wedstrijden voor de Colorado Rapids U-23 dat uitkomt in de USL Premier Development League, dit is een amateurcompetitie.

### Vancouver Whitecaps
In 2011 versierde hij een profcontract bij Vancouver Whitecaps FC uit Canada dat uitkomt in de MLS, de hoogste voetbalcompetitie uit Canada en de Verenigde Staten. Brovsky zou hier uiteindelijk 1 seizoen spelen waarin hij aan 24 wedstrijden kwam.

### Montreal Impact
In 2012 stapte hij over naar Montreal Impact, een andere Canadese club die ook in de MLS uitkomt. Hij zou hier twee en een half jaar spelen, in deze jaren kwam hij in totaal aan 65 wedstrijden waarin hij 2 goals scoorde. In 2013 en 2014 won hij met de club ook de Canadian Championship.

### New York City FC
In 2014 werd bekend dat hij had getekend voor New York City FC, de club die vanaf 2015 in de MLS zal spelen en werd opgericht door de Engelse voetbalploeg Manchester City en de Amerikaanse honkbalclub New York Yankees. Ook David Villa heeft voor deze club getekend. Doordat de competitie pas begin 2015 begint wordt hij eerst nog een half jaar uitgeleend aan de Noorse eersteklasser Strømsgodset IF.

## Statistieken
| seizoen | club                   | land             | competitie  | wed. | goals |
| ------- | ---------------------- | ---------------- | ----------- | ---- | ----- |
| 2011    | Vancouver Whitecaps FC | Canada           | MLS         | 24   | 0     |
| 2012    | Montreal Impact        | Canada           | MLS         | 28   | 0     |
| 2013    | Montreal Impact        | Canada           | MLS         | 30   | 2     |
| 2014    | Montreal Impact        | Canada           | MLS         | 7    | 0     |
| 2014    | → Strømsgodset IF      | Noorwegen        | Tippeligaen | 2    | 0     |
| 2015    | New York City FC       | Verenigde Staten | MLS         | 0    | 0     |
|         |                        |                  | Totaal      | 91   | 2     |

## Erelijst

### Montreal Impact
- Canadian Championship (2): 2013, 2014